# Deutsche Gesellschaft für Schulastronomie

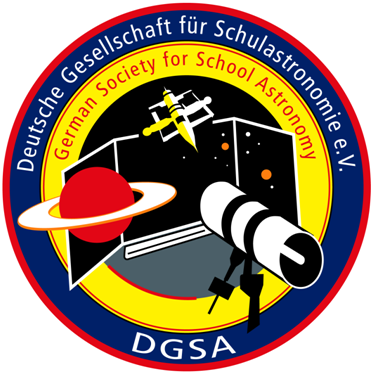
Logo der DGSA

Die Deutsche Gesellschaft für Schulastronomie e. V. (DGSA) wurde 2008 in Bad Homburg vor der Höhe als gemeinnütziger Verein gegründet und fungierte als zentrale Anlaufstelle für schulische Astronomie in Deutschland. Im Mai 2014 löste sich die DGSA als Verein wieder auf.
Neben der Funktion als Interessenvertretung engagierte sich der Verein für die Stärkung der astronomischen Lehre in allen Schulformen und Jahrgangsstufen.
Zweck war das Anstoßen und Betreuen von Schulprojekten, allgemeine Beratungstätigkeiten speziell für Astronomie Lehrende, die Organisation von Lehrerfortbildungen und Tagungen, politische Lobbyarbeit, das Erstellen von Unterrichtsmaterialien und die Erarbeitung von Curricula und Handreichungen sowie das Durchführen von Kampagnen und Aktionen zur Förderung der schulischen Astronomie.
Die DGSA war zudem Veranstalter der alle zwei Jahre stattfindenden Bergsträßer Weltraumtage in Seeheim-Jugenheim sowie weiterer Veranstaltungsreihen wie den DGSA-Spaceports. Beide Veranstaltungsreihen bestehen auch nach Auflösung der DGSA fort.